# Pirata velox
Pirata velox är en spindelart som beskrevs av Eugen von Keyserling 1891. Pirata velox ingår i släktet Pirata och familjen vargspindlar. Inga underarter finns listade i Catalogue of Life.